# Slatino, Pernik
Slatino (în bulgară Слатино) este un sat în comuna Kovacevți, regiunea Pernik,  Bulgaria. 

## Demografie
Componența etnică a satului Slatino
     Bulgari (100%)
     Nicio identificare (0%)
     Altele (0%)
La recensământul din 2011, populația satului Slatino era de 10 locuitori. Din punct de vedere etnic, toți locuitorii erau bulgari.